# Polyommatus omotoi
Polyommatus omotoi är en fjärilsart som beskrevs av Forster 1972. Polyommatus omotoi ingår i släktet Polyommatus och familjen juvelvingar. Inga underarter finns listade i Catalogue of Life.